# قطعة ذهب

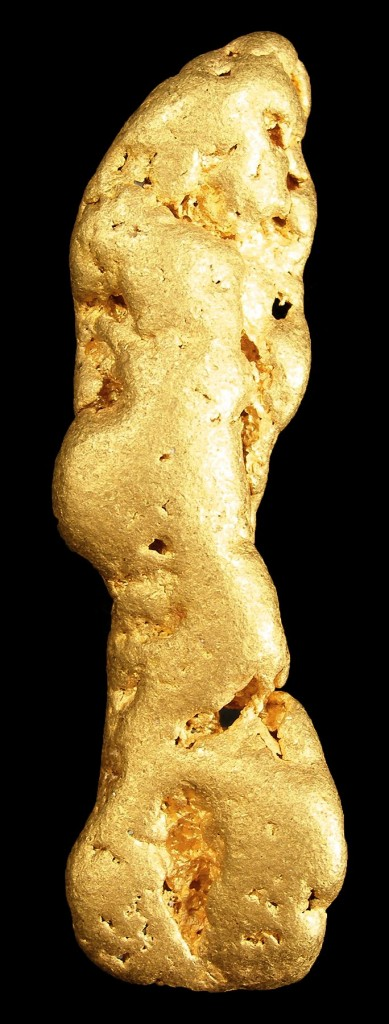
قطعة كبيرة من الذهب عثر عليها في ألاسكا.

قطعة الذهب  هي كتلة من الذهب توجد بشكلها الطبيعي الحر في مناجمه.
تحوي المجاري المائية مثل الأنهار في بعض الأحيان على قطع من الذهب، ولكنها غالباً ما تكون قطعاً صغيرة في المكائث. أما القطع الكبيرة فعادة ما توجد في المكامن ضمن الطبقات الجيولوجية الأرضية عندما تخضع العروق ضمن الصخور لعوامل التعرية.
يمكن في حالات نادرة العثور على قطع الذهب في المخلفات الناشئة عن عمليات الحفر السابقة.

## اقرأ أيضاً
- تعدين الذهب